# Bugatti Type 38

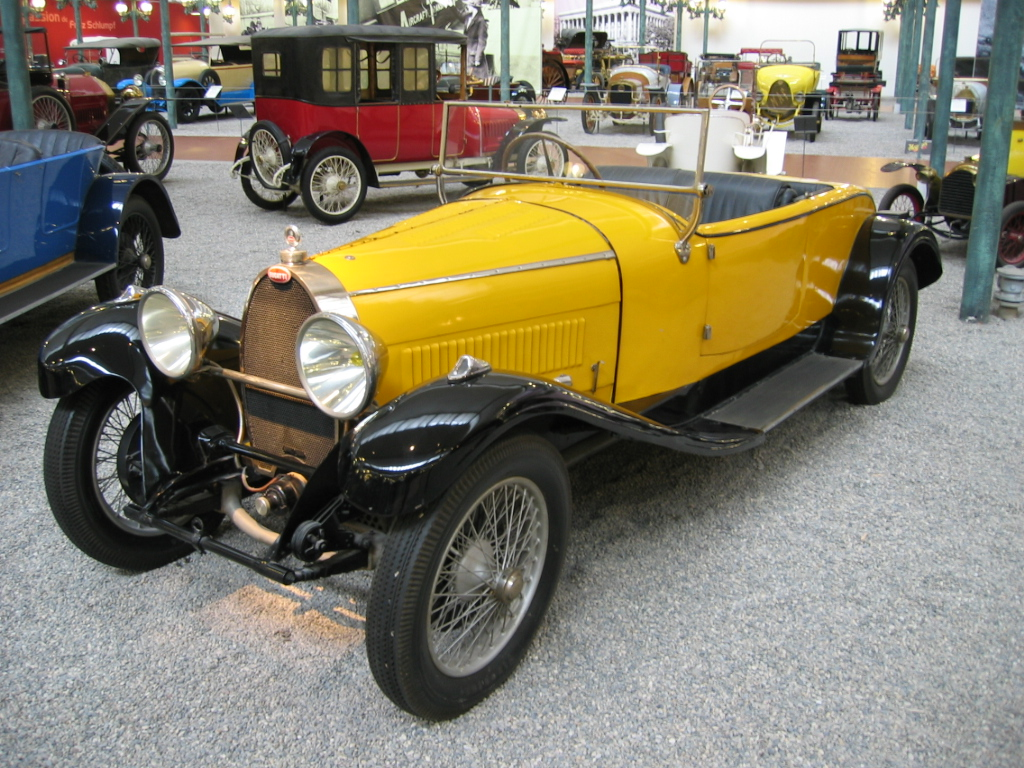
Bugatti Type 38 кабріолет

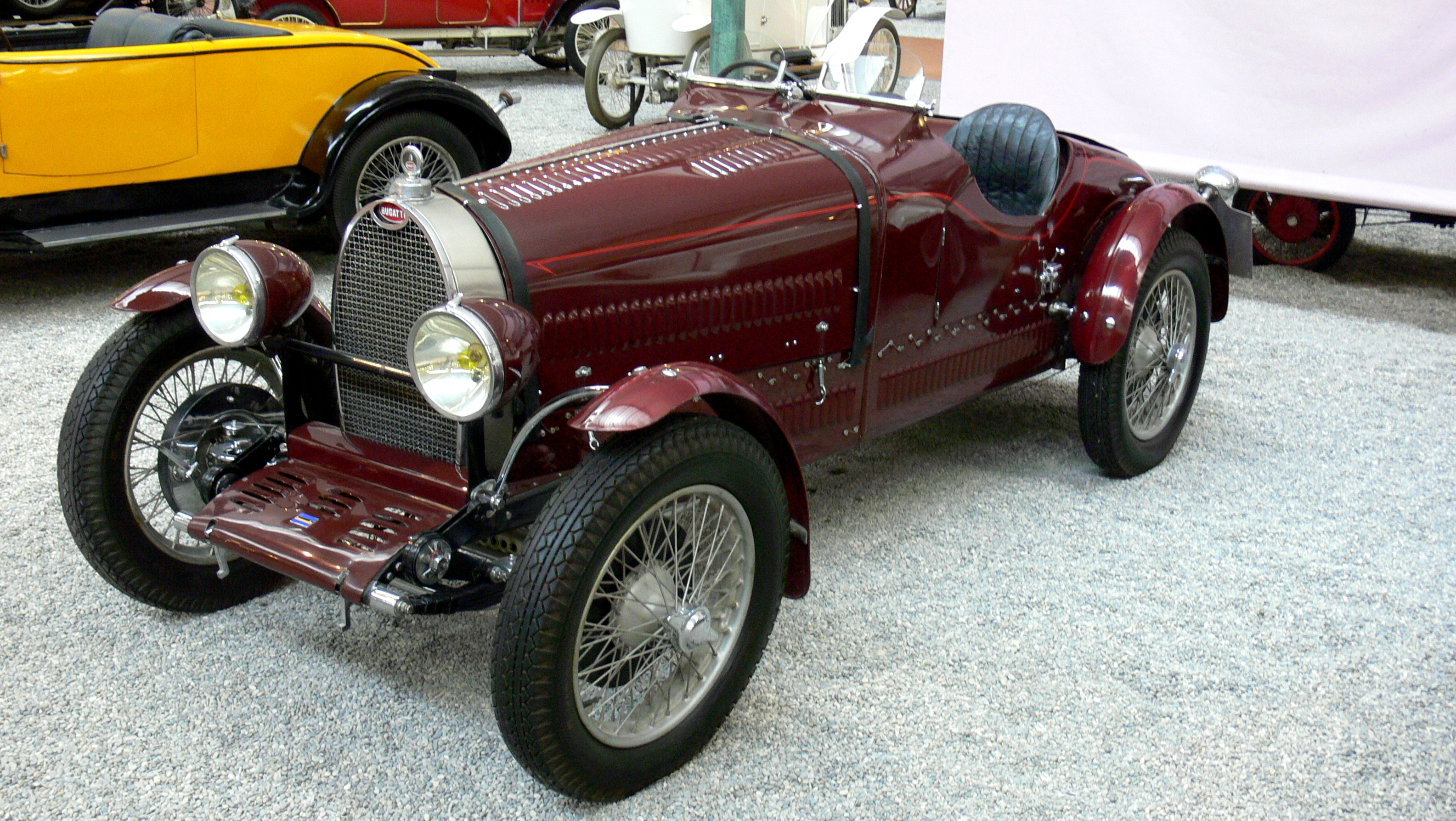
Bugatti Type 38 купе

Bugatti Type 38 виробляли у 1926-1927 роках модифікаціях 2-місному купе і 4-місному кабріолет. Було виготовлено 385 екземплярів. На 2010 збереглось 39 машин Type 38As.
Модель була подальшим розвитком моделі Bugatti Type 30. На основі досвіду експлуатації почали випускати Bugatti Type 44. Спочатку встановили атмосферний восьмициліндровий мотор об'ємом 1991 см³ і потужністю 65 к. с. для кабріолетів, 105 к. с. для купе. Колінчастий вал дев'ятиопорний. Зчеплення багатодискове. Механічна коробка передач чотирьохступінчаста. Механічні гальма мали привід на всі колеса. шини 29×5. Швидкість на прямій передачі становила 130 км/год. Довжина кабріолету становила 4320 мм при вазі 1200 кг, а купе 4040 мм при вазі 1132 кг. Ширина виносила 1500 мм. На основі даної моделі було розроблено модель Bugatti Type 43. Конкурентом вважалась Isotta Fraschini Tipo 8.